# Búi Andríðason
Búi Andríðason (Andridharson, n. 950, también Andríðsson) fue un vikingo de Brautarholt, Kjósarsýsla, Islandia. Es el personaje principal de la saga Kjalnesinga. Búi sirvió al rey Harald I de Noruega y era un hábil luchador; antes estuvo un tiempo al servicio del rey Dórfi de Drofafell y estuvo cortejando a su hija Fríðr con quien tuvo un hijo ilegítimo, Jókull que no reconoció y el muchacho creció con sentimientos de abandono y desprecio hacia su madre y él mismo. Según la saga Búi también era hábil con la honda que solía atar alrededor de su cuerpo y era bastante certero. Se casó con Helga Þorgrímsdóttir (n. 954) con quien tuvo tres hijos: Ingólfur (n. 980), Þorsteinn (n. 982) y una hembra, Hallbera (n. 984). Búi murió enfrentado a su propio hijo Jókull en un holmgang.